# درویان سفلی
درویان سفلی(به کردی: دەرەویانەوشکە، Derewyanewişke) روستایی از توابع بخش زیویه در شهرستان سقز است که در استان کردستان ایران قرار دارد.

## جمعیت
این روستا در دهستان خورخوره واقع شده و براساس سرشماری سال ۱۳۸۵، جمعیت آن ۱۸۱ نفر (۳۰ خانوار) بوده‌است.